# Codonopsis canescens
Codonopsis canescens är en klockväxtart som beskrevs av Johann Axel Nannfeld. Codonopsis canescens ingår i släktet Codonopsis, och familjen klockväxter. Inga underarter finns listade i Catalogue of Life.